# Cantonul Les Riceys
Cantonul Les Riceys este un canton din arondismentul Troyes, departamentul Aube, regiunea Champagne-Ardenne, Franța.

## Comune
| Comune              | Populație (1999) | Cod poștal | Cod INSEE |
| ------------------- | ---------------- | ---------- | --------- |
| Arrelles            | 83               | 10340      | 10009     |
| Avirey-Lingey       | 223              | 10340      | 10022     |
| Bagneux-la-Fosse    | 179              | 10340      | 10025     |
| Balnot-sur-Laignes  | 157              | 10110      | 10029     |
| Bragelogne-Beauvoir | 278              | 10340      | 10058     |
| Channes             | 127              | 10340      | 10079     |
| Les Riceys          | 1.354            | 10340      | 10317     |